# Fischbach bei Dahn
Pour les articles homonymes, voir Fischbach.
Fischbach bei Dahn est une municipalité de la Verbandsgemeinde Dahner Felsenland, dans l'arrondissement du Palatinat-Sud-Ouest, en Rhénanie-Palatinat, dans l'ouest de l'Allemagne.